# عمر شندي
عمر شندي، مدرب كرة قدم مصري سابق.
و قد كان لاعبا في فريق نادي الزمالك المصري، وقد كان يلعب كمدافع.
و قد درب نادي القادسية الكويتي في موسم 1962/1963، ودرب نادي الاتحاد السعودي في عام 1960.

## روابط خارجية
- عمر شندي على موقع قاعدة بيانات كرة القدم.إي يو (الإنجليزية)
- عمر شندي على موقع أوليمبيديا (الإنجليزية)